# Cruz de Combate
A Cruz de Combate é uma medalha do Exército Brasileiro concedida aos militares que se destacaram em ação na II Guerra Mundial. Foi criada pelo Decreto-Lei nº 6.795, de 17 de agosto de 1944.

## Distinções
A Cruz de combate apresenta-se em duas classes:
- 1.ª Classe

É oferecida aos militares individualmente, ou a unidades que tenham praticado atos de bravura ou sacrifício nas ações de combate.
- 2.ª Classe

É oferecida aos militares que tenham participado coletivamente de feitos de excepcional destaque.